# Charles Addo Odametey
Charles Addo Odametey (né le 23 février 1937 à Accra, à l'époque dans la Côte-de-l'Or, aujourd'hui au Ghana, et mort le 29 décembre 2006 dans la même ville) est un footballeur international ghanéen, qui évoluait au poste de défenseur.

## Biographie

### Carrière en sélection
Avec l'équipe du Ghana, il figure notamment dans le groupe des sélectionnés lors des CAN de 1963 et de 1965.
Il participe également aux JO de 1964 et  de 1968. Il joue quatre matchs lors des JO 1964 et un match lors des JO 1968.

## Palmarès
Ghana
- Coupe d'Afrique des nations (2) :
  - Vainqueur : 1963 et 1965.